# Genetikai rekombináció
Rekombinációnak a genetikában azt a jelenségegyüttest nevezzük, amelynek során a meglévő tulajdonságokat kialakító örökítő tényezők újrarendeződnek, és ezzel új génkombinációkat hoznak létre.
Például a vírusok rekombinációja a gazdasejtben játszódik le. Legalább kétféle egymástól eltérő vírus-DNS között molekuláris szintű átkereszteződés (crossing over) történhet, így az eredeti vírusoktól eltérő genetikai állományú vírusok keletkeznek.
A rekombináció legfőbb genetikai jelentősége azonban elsősorban a meiózisban, a szaporítósejteket (a növényeknél a spórákat, az állatoknál az ivarsejteket) kialakító sejtosztódásban mutatkozik meg. A meiózis első osztódási fordulójában a homológ kromoszómák véletlenszerűen válnak szét, ezáltal a szaporítósejtekbe a szülő nagyanyai és nagyapai eredetű kromoszómái eltérő arányban kerülnek. A kialakuló szaporítósejtek magja tehát a szülők, illetve a nagyszülők örökítő tényezőit változó arányban tartalmazza. Mindezek alapján a meiózis a gének véletlenszerű szétosztására szolgáló mechanizmusnak tekinthető, amely lehetővé teszi a véletlenszerű, változatos rekombinációt. Ez az oka annak, hogy öröklődési szempontból két teljesen azonos szaporítósejt nem létezhet.